# 沈有則
沈有則（1572年—1612年），字士範，號逸少，南直隸寧國府宣城縣人，民籍，明朝政治人物。

## 生平
萬曆三十一年（1603年）癸卯科應天鄉試第一百二十九名舉人，三十八年（1610年）庚戌科三甲第一百十一名進士。兵部觀政，授行人司行人，四十年（1612年）奉詔出使楚藩，順道送母王氏回宣城，走至東平州時王氏病逝，沈有則病卒於途，葬竹塘三豹山。

## 家族
曾祖沈璞，封獲鹿縣知縣；祖父沈寵，廣西布政使司參議；父沈懋學，萬曆五年狀元，翰林院修撰。母王氏。慈侍下。從兄沈有嚴（漳州府同知）、沈有容（登萊總兵），弟沈有貽（庠生），從弟沈有恒（監生）、沈有望。子沈壽元（庠生）、沈壽康、沈壽廣、沈壽庾、沈壽辰、沈壽彥。